# Sinarcas
Sinarcas, en castillan et officiellement (Sinarques en valencien) est une commune de la province de Valence, dans la Communauté valencienne, en Espagne. Elle est située dans la comarque de Requena-Utiel et dans la zone à prédominance linguistique castillane. Sa population s'élevait à 1 141 habitants en 2013.

## Géographie

Localisation de Sinarcas
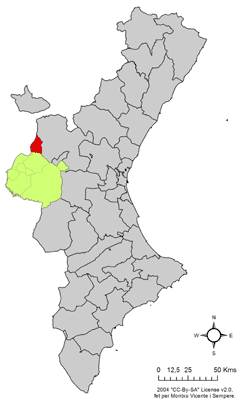
dans la Communauté valencienne.
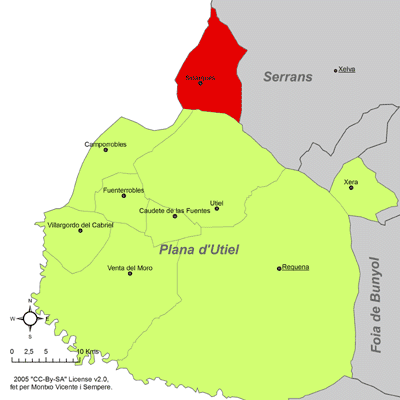
dans la comarque de Requena-Utiel.

### Localités limitrophes
Le territoire communal de Sinarcas est voisin de celui des communes suivantes :
Benagéber, Camporrobles, Tuéjar et Utiel, dans la province de Valence et Talayuelas et Aliaguilla dans la province de Cuenca.

## Démographie
| 1990  | 1992  | 1994  | 1996  | 1998  | 2000  | 2002  | 2004  | 2005  |
| ----- | ----- | ----- | ----- | ----- | ----- | ----- | ----- | ----- |
| 1.380 | 1.332 | 1.300 | 1.253 | 1.270 | 1.245 | 1.206 | 1.238 | 1.234 |

## Administration
Liste des maires, depuis les premières élections démocratiques.
| Législature | Nom du Maire                | Parti politique |
| ----------- | --------------------------- | --------------- |
| 1979-1983   | Mario Pérez Cañogueral      | UCD             |
| 1983-1987   | Andrés Pérez Hernández      | AP              |
| 1987-1991   | Fidel Clemente Más          | PSPV-PSOE       |
| 1991-1995   | Fidel Clemente Más          | PSPV-PSOE       |
| 1995-1999   | Fidel Clemente Más          | PSPV-PSOE       |
| 1999-2003   | Fidel Clemente Más          | PSPV-PSOE       |
| 2003-2007   | Fidel Clemente Más          | PSPV-PSOE       |
| 2007-2011   | Fidel Clemente Más          | PSPV-PSOE       |
| 2011-2015   | Fidel Clemente Más          | PSPV-PSOE       |
| 2015-       | María José Clemente Ramírez | PSOE            |

Sinarcas fait partie du district judiciaire de Requena à la promulgation de la loi du 28 décembre 1989.

### Sources
- (es) Cet article est partiellement ou en totalité issu de l’article de Wikipédia en espagnol intitulé « Sinarcas » (voir la liste des auteurs).